# 2419 Moldavia
2419 Moldavia (1974 SJ) là một tiểu hành tinh vành đai chính được phát hiện ngày 19 tháng 9 năm 1974 bởi L. Chernykh ở Nauchnyj.